# Звириновик
Звириновик је мало ненасељено острвце у хрватском делу Јадранског мора.
Звириновик се налази јужно од острва Корчуле, испред насеља Карбуни, од којег је удаљен око 1 км. Површина острвца износи 0,405 км². Дужина обалске линије је 4,21 км.. Највиша тачка на острву је висока 56 м.